# Arnold Pinnock
Arnold Pinnock (Birmingham, 10 dicembre 1967) è un attore canadese, conosciuto per il ruolo di Mr. Paul Creepy nella serie La mia vita con Derek.

## Filmografia parziale

### Cinema
- La mossa del diavolo (Bless the Child), regia di Chuck Russell (2000)
- Bait - L'esca (Bait), regia di Antoine Fuqua (2000)
- The Ladies Man, regia di Reginald Hudlin (2000)
- Apartment Hunting, regia di Bill Robertson (2000)
- X Change - Scambio di corpi (XChange), regia di Allan Moyle (2001)
- Ritorno dal paradiso (Down to Earth), regia di Chris Weitz e Paul Weitz (2001)
- Ferite mortali (Exit Wounds), regia di Andrzej Bartkowiak (2001)
- Cypher, regia di Vincenzo Natali (2002)
- Paid in Full, regia di Charles Stone III (2002)
- Una pazza giornata a New York (New York Minute), regia di Dennie Gordon (2004)
- Assault on Precinct 13, regia di Jean-François Richet (2005)
- Gli esclusi - Il mondo in guerra (Left Behind: World at War), regia di Craig R. Baxley (2005)
- Get Rich or Die Tryin', regia di Jim Sheridan (2005)
- Lars e una ragazza tutta sua (Lars and the Real Girl), regia di Craig Gillespie (2007)
- -2 - Livello del terrore (P2), regia di Franck Khalfoun (2007)
- L'incredibile Hulk (The Incredible Hulk), regia di Louis Leterrier (2008)
- The Echo, regia di Yam Laranas (2008)
- Il grido della civetta (The Cry of the Owl), regia di Jamie Thraves (2009)
- Dog Pound, regia di Kim Chapiron (2010)
- Un uomo tranquillo (Cold Pursuit), regia di Hans Petter Moland (2019)

### Televisione
- Elvis Meets Nixon, regia di Allan Arkush – film TV (1997)
- Improbabili amori (Labor of Love), regia di Karen Arthur – film TV (1998)
- Must Be Santa, regia di Brad Turner – film TV (1999)
- The City – serie TV, 11 episodi (1999)
- Relic Hunter – serie TV, episodio 2x01 (2000)
- Famiglia Brady for President (The Brady Bunch in the White House), regia di Neal Israel – film TV (2002)
- Lord Have Mercy! – serie televisiva, 13 episodi (2003-2004)
- Redemption: The Stan Tookie Williams Story, regia di Vondie Curtis-Hall – film TV (2004)
- Alla corte di Alice (This Is Wonderland) – serie televisiva, 7 episodi (2004)
- La mia vita con Derek (Life with Derek) – serie TV, 38 episodi (2005-2009)
- Beautiful People – serie TV, 7 episodi (2005-2006)
- Twitches - Gemelle streghelle (Twitches), regia di Stuart Gillard – film TV (2005)
- Laboratorio mortale (Covert One: The Hades Factor), regia di Mick Jackson – miniserie TV (2006)
- 11 settembre - Tragedia annunciata (The Path to 9/11), regia di David L. Cunningham – miniserie TV (2006)
- Twitches - Gemelle streghelle 2 (Twitches Too!), regia di Stuart Gillard – film TV (2007)
- Billable Hours – serie televisiva, 11 episodi (2007-2008)
- Amiche per caso (Accidental Friendship), regia di Don McBrearty – film TV (2008)
- Grey Gardens - Dive per sempre (Grey Gardens), regia di Michael Sucsy – film TV (2009)
- The Listener – serie TV, 24 episodi (2009-2011)
- Stoked - Surfisti per caso (Stoked) – serie animata, 31 episodi (2009-2011) – voce
- Combat Hospital – serie TV, 13 episodi (2011)
- Wingin' It – serie TV, episodio 2x05 (2011)
- Beauty and the Beast – serie TV, 4 episodi (2014-2015)
- Tre voci per Natale (An En Vogue Christmas) – film TV, regia di Brian K. Roberts (2014)
- Travelers – serie TV, 13 episodi (2016-2017)
- Damnation – serie TV, 8 episodi (2017-2018)
- The Parker Andersons – serie TV, 10 episodi (2021)
- The Porter – serie TV, 8 episodi (2022)

## Doppiatori italiani
Nelle versioni in italiano delle opere in cui ha recitato, Arnold Pinnock è stato doppiato da:
- Stefano Benassi in Twitches - Gemelle streghelle, Twitches - Gemelle streghelle 2
- Alessandro Messina in Damnation, Real Detective
- Mauro Gravina in La mia vita con Derek
- Massimo Corizza in Beautiful People
- Stefano Mondini in The Listener
- Carlo Petruccetti in Tre voci per Natale
- Dario Oppido in Cara Viola
- Gianfranco Miranda in Travelers
- Alessandro Ballico in C'era una volta
- Simone Mori in Un uomo tranquillo

Da doppiatore è sostituito da:
- Luca Bottale in Stoked